# Крамаренко Олександр Григорович
Олександр Григорович Крамаренко (1915, село Корніївка Київської губернії, тепер Баришівського району Київської області — ?) — український радянський діяч, 1-й секретар Луганського міського комітету КПУ. Член Ревізійної Комісії КПУ в січні 1956 — березні 1966 року. Депутат Верховної Ради УРСР 5—6-го скликань.

## Біографія
Народився в бідній селянській родині. Трудову діяльність розпочав у 1930 році в сільськогосподарській артілі «Промінь сонця» Баришівського району на Київщині.
Освіта вища. У 1939 році закінчив Київський індустріальний інститут.
У 1939—1941 роках — інженер-конструктор Ворошиловградського паровозобудівного заводу імені Жовтневої революції.
Член ВКП(б) з 1941 року.
З жовтня 1941 до 1945 року — в Червоній армії. Учасник німецько-радянської війни з квітня 1942 року. Служив старшим паровозним техніком 10-го окремого дивізіону бронепоїздів 61-ї армії Західного фронту.
У 1945—1951 роках — заступник головного конструктора, заступник начальника виробничого відділу Ворошиловградського паровозобудівного заводу імені Жовтневої революції.
У 1951—1954 роках — 2-й секретар Ворошиловградського міського комітету КП(б)У Ворошиловградської області.
У вересні 1954 — листопаді 1963 року — 1-й секретар Ворошиловградського (Луганського) міського комітету КПУ Ворошиловградської (Луганської) області.

## Звання
- Технік-лейтенант
- Інженер-майор

## Нагороди
- орден «Знак Пошани»
- медаль «За бойові заслуги» (4.10.1942)
- медаль «За перемогу над Німеччиною у Великій Вітчизняній війні 1941—1945 рр.»